# Biratoridammen
Biratoridammen är en damm i floden Nukabira på Hokkaidō i Japan, vilken är tänkt att anläggas i kommunen Biratoris område. Den är anlagd omedelbart nedströms den punkt där floden Shukushubetsu möter Nukabira,
Anläggandet av Nibutanidammen i floden Saru ställde den japanska regeringen mot den lokala ainubefolkningen. I en domstolsprocess hävdade två ainu-markägare, Tadashi Kaizawa (död 1992) och Shigeru Kayano, att regeringen olagligt hade tillskansat sig deras mark i februari 1989. Målsägarna hävdade att exproprieringen hade kränkt deras rättigheter såsom ainu att beskydda folkets kulturarv, eftersom det faktum att ett anläggande av en damm skulle förstöra heliga platser och kultplatser inte hade på ett rimligt sätt tagits hänsyn till vid den påtvingade marköverlåtelsen. 
I ett banbrytande domstolsbeslut av Sapporo District Court 1996, hävdade chefsdomaren Kazuo Ichimiya att ainufolket hade upprättat en unik kultur på Hokkaido innan japaner anlände och att de därmed hade rättigheter som skulle ha tagits hänsyn till under paragraf 13 i Japans grundlag, vilken skyddar individernas rättigheter, samt enligt FN:s konvention om medborgerliga och politiska rättigheter. Den japanska regeringen hade fram till denna tidpunkt vägrat betrakta ainu som ett urfolk. Eftersom dammen redan stod färdig, tog inte rätten, som bestod av tre domare, något beslut om att ogiltigförklara exproprieringen av marken. Domstolsbeslutet innefattade dock ståndpunkter som fastslog den långvariga nedtryckningen av ainufolket av landets japanska folkmajoritet och resonemang i denna fråga.
Beträffande Biratoridammprojektet har olika utredningar gjorts under senare delen av 1900-talet och början av 2000-talet, inklusive om förekomsten av för ainu heliga platser, som skulle översvämmas av en vattenreservoar. Lagen tillåter staten dock att genomföra ett flodregleringsprojekt trots invändningar med stöd av bland annat 1997 års lag som ska skydda ainufolkets rättigheter.